# 보타포구 (리우데자네이루)

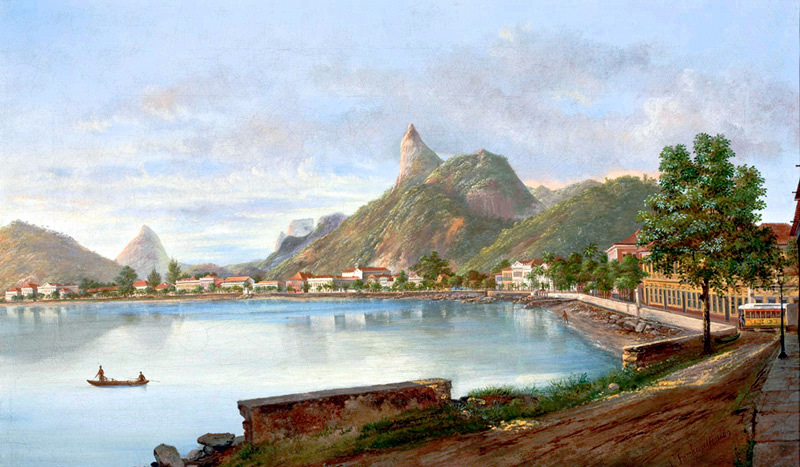
보타포구 베이. (1869년)

보타포구(Botafogo)는 브라질의 리우데자네이루 근교의 해안이다.